# Jaborandi (kommun i Brasilien, Bahia)
Jaborandi är en kommun i Brasilien.   Den ligger i delstaten Bahia, i den östra delen av landet, 400 km nordost om huvudstaden Brasília. Antalet invånare är 8 976.
Omgivningarna runt Jaborandi är huvudsakligen savann. Trakten runt Jaborandi är nära nog obefolkad, med mindre än två invånare per kvadratkilometer.